# Rodney Harmon
Rodney Harmon (Richmond (Virginia), 16 augustus 1961) is een voormalige Amerikaanse tennisser.

## Biografie
Harmon studeerde aan de universiteit van Tennessee. Daar behaalde hij aan de zijde van Mel Purcell in 1980 het NCAA-kampioenschap in het dubbelspel en bereikte de halve finale in het enkelspel. Hij ging later naar de Southern Methodist University. Nog tijdens zijn studies nam hij in 1982 deel aan de US Open. Als amateur bereikte hij er de kwartfinales, na zeges tegen onder meer Eliot Teltscher. Hij was de tweede Amerikaanse kleurling na Arthur Ashe die zover geraakte op de US Open. In de kwartfinale verloor hij van de latere toernooiwinnaar Jimmy Connors.
In 1983 beëindigde hij zijn studies aan Southern Methodist met een Bachelor of Arts in film en televisie en werd proftennisser. Op het toernooi van Wimbledon in 1983 bereikte hij de derde ronde, waarin hij verloor van de Zuid-Afrikaan Kevin Curren. In 1984 bereikte hij de halve finales op het toernooi van Queen's Club (verloren van de Amerikaan Leif Shiras). Het jaar daarop won hij zijn enige titel op de ATP Tour: het dubbelspel op het Open de Lorraine in Nancy, met Marcel Freeman als partner. Ze versloegen de Tsjecho-Slowaak Jaroslav Navrátil en de Zweed Jonas Svensson in de finale.
Zijn hoogste notering op de ATP-ranglijst was de 56e plaats in augustus 1983.
Na zijn profcarrière werd hij tenniscoach. Hij was een eerste maal gedurende vier jaar in dienst van de United States Tennis Association (USTA) vooraleer hij van 1995 tot 1997 hoofdcoach werd aan de universiteit van Miami. In 2002 ging hij opnieuw naar de USTA. Hij was de coach van het Amerikaans tennisteam voor de Olympische Spelen van 2008. In juli 2012 werd hij aangesteld als hoofdcoach van het damestennisteam van Georgia Tech.
In 2010 is Rodney Harmon opgenomen in de Hall of Fame van de Intercollegiate Tennis Association (ITA).